# Audrey Alloh
Audrey Alloh (ur. 21 lipca 1987 w Abidżanie, Wybrzeże Kości Słoniowej) – włoska lekkoatletka pochodzenia iworyjskiego, specjalizująca się w biegach sprinterskich, olimpijka.
W 2007 zajęła 4. miejsce na młodzieżowych mistrzostwach Europy oraz 5. miejsce na uniwersjadzie w sztafecie 4 × 100 metrów. Startowała na igrzyskach olimpijskich w Pekinie. Uczestniczka młodzieżowych mistrzostw Starego Kontynentu w Kownie (2009). W tym samym roku zdobyła złoto uniwersjady w sztafecie 4 × 100 metrów. Bez powodzenia startowała na mistrzostwach Europy w Barcelonie. Półfinalistka biegu na 60 metrów podczas halowych mistrzostw świata oraz biegu na 100 metrów podczas mistrzostw Europy z roku 2012. W 2013 startowała na igrzyskach śródziemnomorskich w Mersin, na których zdobyła złoty medal w biegu rozstawnym 4 × 100 metrów, a indywidualnie była piąta na dystansie 100 metrów.
Medalistka mistrzostw Włoch i reprezentantka kraju w pucharze Europy i drużynowym czempionacie Europy.

## Osiągnięcia
| Rok  | Impreza                                 | Miejsce   | Konkurencja             | Lokata      | Wynik |
| ---- | --------------------------------------- | --------- | ----------------------- | ----------- | ----- |
| 2006 | Mistrzostwa świata juniorów             | Pekin     | sztafeta 4 × 100 metrów | eliminacje  | 45,57 |
| 2007 | Młodzieżowe mistrzostwa Europy          | Debreczyn | bieg na 100 metrów      | eliminacje  | 11,86 |
| 2007 | Młodzieżowe mistrzostwa Europy          | Debreczyn | sztafeta 4 × 100 metrów | 4. miejsce  | 44,08 |
| 2007 | Uniwersjada                             | Bangkok   | bieg na 100 metrów      | ćwierćfinał | 12,02 |
| 2007 | Uniwersjada                             | Bangkok   | sztafeta 4 × 100 metrów | 5. miejsce  | 44,71 |
| 2008 | Superliga pucharu Europy                | Annecy    | sztafeta 4 × 100 metrów | 3. miejsce  | 43,04 |
| 2008 | Igrzyska olimpijskie                    | Pekin     | sztafeta 4 × 100 metrów | eliminacje  | DSQ   |
| 2009 | Młodzieżowe mistrzostwa Europy          | Kowno     | bieg na 100 metrów      | półfinał    | 11,83 |
| 2009 | Młodzieżowe mistrzostwa Europy          | Kowno     | sztafeta 4 × 100 metrów | 7. miejsce  | 45,40 |
| 2009 | Uniwersjada                             | Belgrad   | bieg na 100 metrów      | półfinał    | 11,82 |
| 2009 | Uniwersjada                             | Belgrad   | sztafeta 4 × 100 metrów | 1. miejsce  | 43,83 |
| 2010 | Mistrzostwa Europy                      | Barcelona | sztafeta 4 × 100 metrów | eliminacje  | 44,15 |
| 2011 | Superliga drużynowych mistrzostw Europy | Sztokholm | bieg na 100 metrów      | eliminacje  | 11,63 |
| 2011 | Superliga drużynowych mistrzostw Europy | Sztokholm | sztafeta 4 × 100 metrów | eliminacje  | 44,55 |
| 2012 | Halowe mistrzostwa świata               | Stambuł   | bieg na 60 metrów       | półfinał    | 7,38  |
| 2012 | Mistrzostwa Europy                      | Helsinki  | bieg na 100 metrów      | półfinał    | 11,51 |
| 2012 | Mistrzostwa Europy                      | Helsinki  | sztafeta 4 × 100 metrów | eliminacje  | 43,90 |
| 2013 | Halowe mistrzostwa Europy               | Göteborg  | bieg na 60 metrów       | półfinał    | 7,33  |
| 2013 | Superliga drużynowych mistrzostw Europy | Gateshead | sztafeta 4 × 100 metrów | 7. miejsce  | 44,35 |
| 2013 | Igrzyska śródziemnomorskie              | Mersin    | bieg na 100 metrów      | 5. miejsce  | 11,67 |
| 2013 | Igrzyska śródziemnomorskie              | Mersin    | sztafeta 4 × 100 metrów | 1. miejsce  | 44,66 |
| 2013 | Uniwersjada                             | Kazań     | bieg na 100 metrów      | 8. miejsce  | 11,62 |
| 2013 | Mistrzostwa świata                      | Moskwa    | sztafeta 4 × 100 metrów | eliminacje  | 44,05 |
| 2014 | Halowe mistrzostwa świata               | Sopot     | bieg na 60 metrów       | eliminacje  | 7,35  |
| 2014 | Mistrzostwa Europy                      | Zurych    | bieg na 100 metrów      | półfinał    | 11,45 |
| 2014 | Mistrzostwa Europy                      | Zurych    | sztafeta 4 × 100 metrów | 4. miejsce  | 43,26 |
| 2015 | Halowe mistrzostwa Europy               | Praga     | bieg na 60 metrów       | półfinał    | 7,24  |
| 2015 | IAAF World Relays                       | Nassau    | sztafeta 4 × 100 metrów | eliminacje  | DNF   |
| 2016 | Mistrzostwa Europy                      | Amsterdam | sztafeta 4 × 100 metrów | 8. miejsce  | 43,57 |
| 2017 | IAAF World Relays                       | Nassau    | sztafeta 4 × 100 metrów | eliminacje  | DNF   |
| 2017 | Superliga drużynowych mistrzostw Europy | Lille     | bieg na 100 metrów      | 8. miejsce  | 11,72 |
| 2017 | Superliga drużynowych mistrzostw Europy | Lille     | sztafeta 4 × 100 metrów | 4. miejsce  | 43,38 |

## Rekordy życiowe
- Bieg na 55 metrów (hala) – 6,89 (2010)
- Bieg na 60 metrów (hala) – 7,24 (2015)
- Bieg na 100 metrów – 11,37 (2017) / 11,29w (2014)
- Bieg na 200 metrów – 24,06 (2012)